# Hopanoïde

Hopène, un hopanoïde.

Cholestérol, un stérol.

Un hopanoïde est un composé organique pentacyclique dérivé de l'hopane et appartenant à une famille de molécules présentes dans la membrane plasmique des bactéries où elles jouent un rôle semblable à celui du cholestérol chez les eucaryotes en améliorant la résistance et la rigidité membranaires. Ce parallélisme fonctionnel est illustré notamment par le parallélisme structurel de l'hopène et du cholestérol. Les hopanoïdes n'ont pas été détectés dans les membranes des archées,. Ils se forme par cyclisation du squalène pour obtenir une variété de triterpènes pourvus du squelette pentacyclique de l'hopane.
Les hopanoïdes pourraient jouer un rôle important chez de nombreuses bactéries en ajustant la perméabilité de la membrane plasmique et en permettant de s'adapter à un environnement plus difficile. Ils se forment par exemple dans les hyphes aériens — structures porteuses des spores — des bactéries du genre Streptomyces où l'on pense qu'ils permettent de réduire les déperditions d'eau à travers la membrane exposée à l'air. Il s'agit d'une adaptation physiologique que ne connaissent pas la plupart des bactéries qui vivent principalement dans l'eau, mais des adaptations du même ordre sont indispensables aux mycètes qui produisent des hyphes aériens porteurs de spores.
Chez Zymomonas mobilis, une bactérie connue pour ses aptitudes à la fermentation alcoolique supérieures par certains aspects à celles de la levure, les hopanoïdes permettraient l'adaptation de la membrane plasmique à l'accumulation de l'éthanol et aux variations de température qui modulent le fonctionnement de la membrane. Chez les actinomycètes du genre Frankia, des bactéries capables de fixer l'azote atmosphérique, les hopanoïdes rendraient la bicouche lipidique des diazovésicules plus compacte afin de limiter l'entrée de l'oxygène.
On trouve toute une série d'hopanoïdes dans les réservoirs pétroliers, où ils sont utilisés comme marqueurs biologiques.

## Les hopanoïdes comme marqueurs en paléobiologie
Des hopanoïdes, y compris des 2-α-méthylhopanes de bactéries photosynthétiques (cyanobactéries), ont été identifiés en 1999 par Summons et al. dans des schistes datés de 2,7 milliards d'années (2,7 Ga) — à la fin de l'Archéen, ou Néoarchéen — dans la région de Pilbara, en Australie-Occidentale. La relative abondance de tels composés dans ces roches témoignerait de l'existence d'une activité photosynthétique à cette période, bien avant que l'atmosphère ne devienne oxydante, événement appelé « Grande Oxydation » et daté d'environ 2,4 Ga. Fisher et al. ont cependant montré que la bactérie Geobacter sulfurreducens peut synthétiser divers hopanols — mais pas les 2-α-méthylhopanols — lorsqu'elle est placée en conditions strictement anaérobies. 